# Gutsanlage Criewen

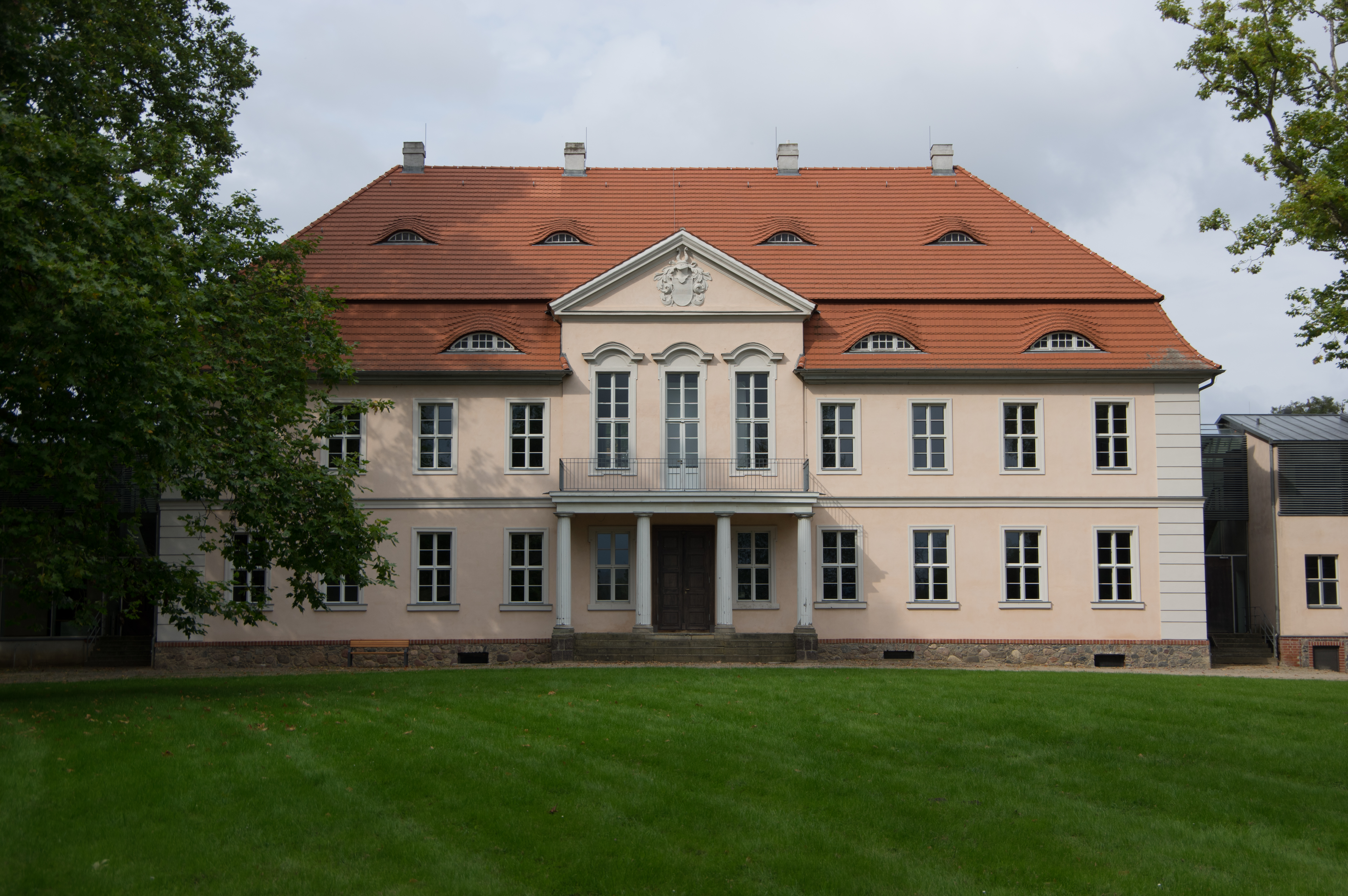
Das Schloss von Süden aus

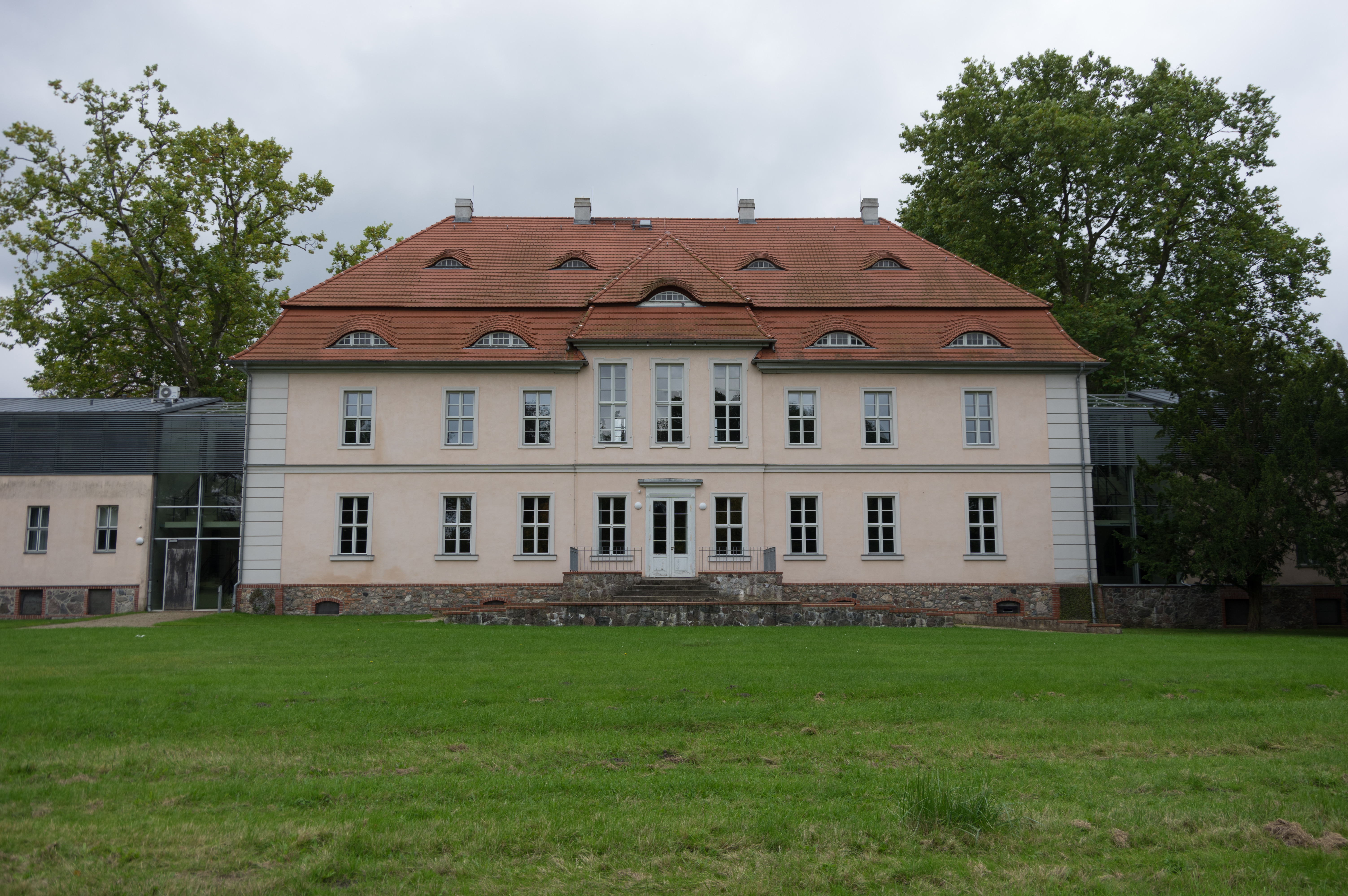
Die Rückseite

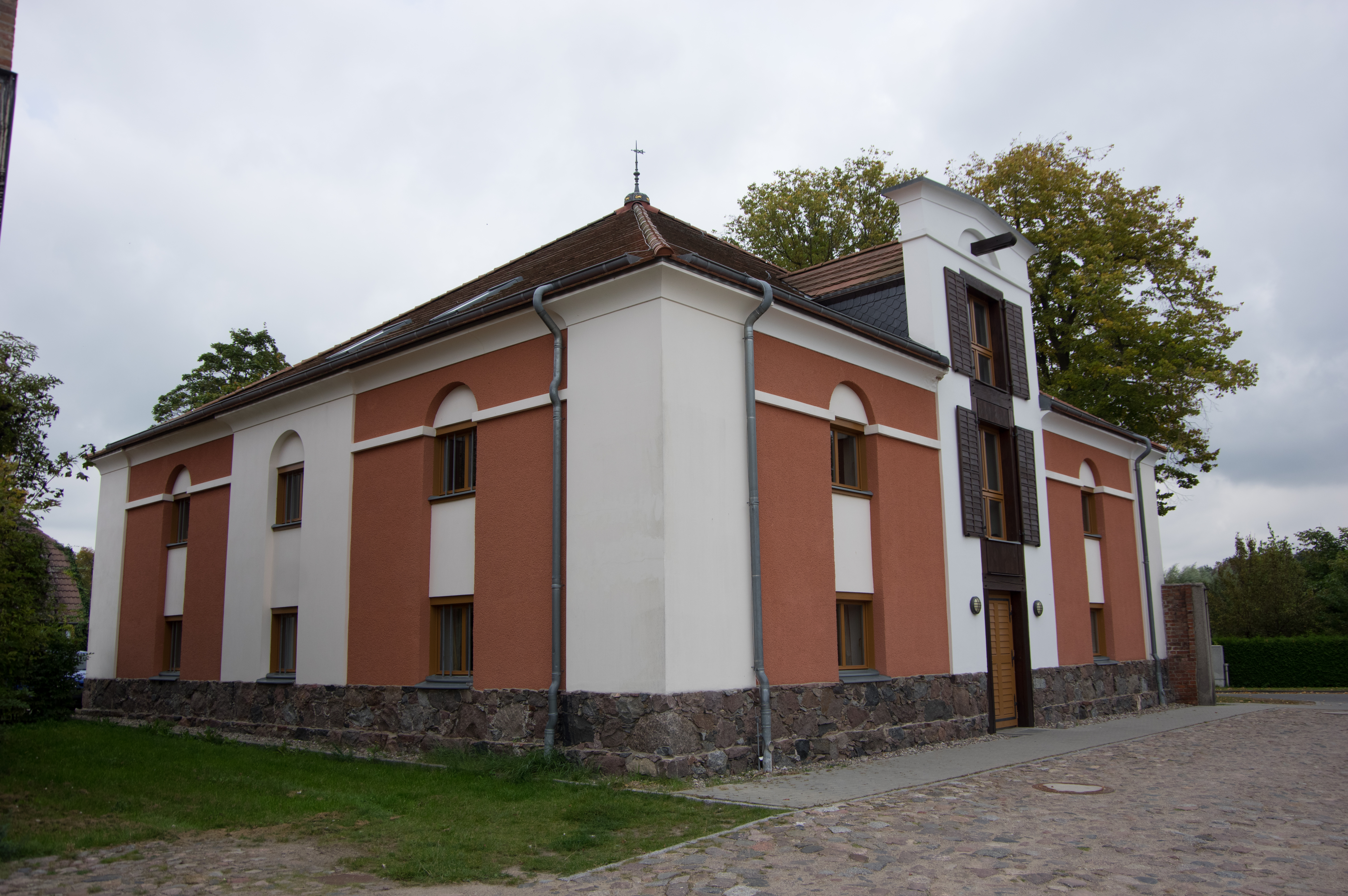
Der Speicher der Gutsanlage

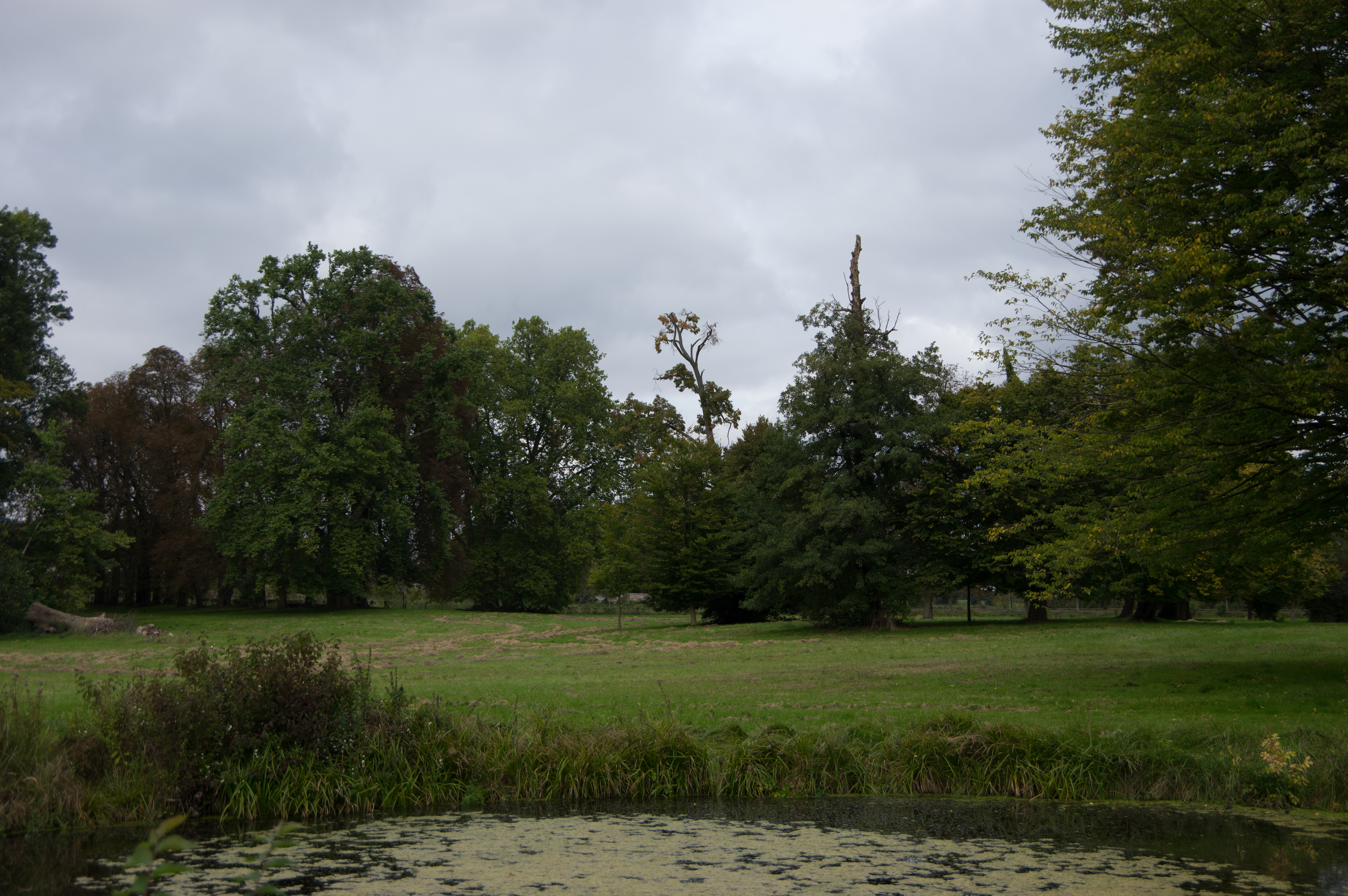
Der Park

Der  Gutsanlage Criewen befindet sich in Criewen, einem Stadtteil von Schwedt/Oder in Brandenburg. Die Gutsanlage, bestehend aus einem Herrenhaus, dem Wirtschaftshof, dem Gutspark oder Lenné-Park mit Gärtnerhaus und Gerätehaus, steht unter Denkmalschutz.

## Geschichte
Bereits im Mittelalter existierten hier vier Rittersitze, ihre genauen Standorte sind allerdings nicht bekannt. Deswegen lässt sich die Geschichte der heutigen Gutsanlage erst ab Beginn des 18. Jahrhunderts verfolgen. Nachdem 1707 der Familie von Stegelitz das Gut entzogen wurde, wurde es von König Friedrich I. an den Kammerdiener Daniel von Luck verschenkt. Seine Familie erbaute 1746 ein Herrenhaus. Da es keinen Nachkommen der Familie von Lück gab, wurde das Gut 1761 an den Königlichen Kriegsrat Crüger vergeben. Dieser gab das Gut weiter an seine Tochter als Hochzeitsgeschenk.
Im Jahre 1816 erwarb Otto von Arnim-Gerswalde das Gut, es wurde der Stammsitz des neuen Familienzweigs von Arnim-Criewen. Er wandelte die Gutsanlage mit dem gesamten Ort um. So wurde der Ort, unter Protest der Einwohner, um etwa 500 Meter nach Nordosten verlegt und das Herrenhaus von 1818 bis 1823 komplett umgebaut. Wahrscheinlich wurden auch die Seitenflügel um diese Zeit angefügt. Weiter entstanden um diese Zeit der Wirtschaftshof, die Gärtnerei und der Park. 1877 wurde Bernd von Arnim-Criewen Gutsherr. Er gestaltet das Herrenhaus um 1900 um. Ab 1910 wurde das Herrenhaus weiter umgebaut, unter anderem wurde aus dem Walmdach ein Mansarddach.
Die zur Gesamtanlage dazugehörige Begüterung beinhaltete vor der großen Wirtschaftskrise 1929/1930 für Rittergut Criewen (507 ha) und für das Rittergut Densen (392 ha), inklusive 160 ha Forsten. Es bestand ein mittelgroßer Landwirtschaftsbetrieb. Namhafte Eigentümer waren damals der Politiker Bernd von Arnim, dann sein Sohn, der Major Achim von Arnim, verheiratet mit Annabel von Stoesser, die beide nach Kriegsende 1945 in Criewen sich das Leben nahmen.
Ab 1945 bewohnte der jüngste Spross der Familie von Arnim-Criewen zwei Räume im Schloss, der Rest wurde von Flüchtlingen belegt. Ab 1954 befand sich hier eine Berufsschule für Landwirtschaft mit Internat. Nach der Wende wurde das Herrenhaus als Landschulheim genutzt. Nach der Sanierung von 1997 bis 2002 nutzte die Brandenburgische Akademie Schloss Criewen das Herrenhaus. Weiter befinden sich Institutionen des Naturschutzes in dem Haus.

## Das Herrenhaus
Das Herrenhaus ist eine Dreiflügelanlage. Der Mittelbau besteht aus einem zweigeschossigen Bau mit einem Mansarddach, die eingeschossigen Seitenflügel wurden nachträglich hinzugefügt. Die heutige Hauptansicht zur Alten Oder ist geprägt von dem dreiachsigen Eingangsrisalit mit einem Portikus mit vier Säulen. Über den Säulen befindet sich ein Altan mit drei Balkontüren. Im Dreiecksgiebel des Risalits befindet sich das Wappen der Familie von Arnim-Criewen. Im Mansarddach befinden sich Fledermausgauben. Die Seite zur Oder hat elf Achsen, die zum Park neun Achsen. Auch die Parkseite ist geprägt durch einen Mittelrisalit. Die Ausstattung im Innern stammt im Wesentlichen aus dem letzten Viertel des 19. Jahrhunderts und aus dem Beginn des 20. Jahrhunderts.

## Der Gutshof
Der Gutshof befindet sich östlich des Herrenhauses. An der Ecke Am Speicher / Bernd-von-Arnim-Straße befindet sich ein Speicher, der nach 1816 im Stil der Preußischen Landbaukunst errichtet wurde. Es ist ein zweigeschossiger Bau auf quadratischem Grundriss mit Zeltdach. Die Ecken und Mittelachsen werden durch Lisenen betont. Südwestlich davon befindet sich der ehemalige Pferdestall, ein Ziegelbau mit hohem Satteldach. Hier befindet sich heute das Haus Natura 2000. Südwestlich daran anschließend befindet sich die Remise mit einer Kutscherwohnung. Auf dem Satteldach ist ein Dachreiter für eine mögliche Gesindeglocke. Nordwestlich des Speichers steht der ehemalige Viehstall. In diesem Gebäude befindet sich das Besucherzentrum des Nationalpark Unteres Odertal.
Südlich der Ecke Grüner Weg / Am Speicher und somit nördlich des Herrenhauses befindet sich die Gutsgärtnerei mit ihren Gebäuden. Die Anlage wird heute als ökologischer Schau- und Lehrgarten genutzt. Die Gärtnerei besteht im Wesentlichen aus Gerätehaus, Gärtnerwohnhaus, Samenhaus, einem Eiskeller und einem Wasserturm. Das Gerätehaus ist wie eine Kapelle gestaltet, erbaut wurde es um 1822. Wie das Gerätehaus wurde das Gärtnerhaus aus Feldstein errichtet. Der Wasserturm hat einen achteckigen Grundriss und wurde aus Ziegelstein errichtet. Der Eiskeller dient zur Lagerung von Eisblöcken aus der Oder, um im Sommer Lebensmittel zu kühlen. Es ist ein Feldsteinbau mit etwa ein Meter dicken Wänden. Das Samenhaus entstand erst im Jahre 1884. Zur Gärtnerei gehört ein Pumpenhaus am Kanal, diese versorgte den Wasserturm mit Wasser. Im Inneren befindet sich eine noch funktionstüchtige Pumpe aus dem Jahre 1920.

## Der Gutspark
Um 1816 wurde das Dorf verlegt, damit begann auch die Planung des Gutsparks. Wahrscheinlich bestand aber bereits ab 1770 ein Park nordwestlich des Herrenhauses. Ab 1822 wurde der Gutspark gestaltet. Die Pläne stammten von Peter Joseph Lenné. In den Park einbezogen wurden die Dorfkirche, eine alte Dorflinde und die Reste des barocken Parks. Um 1850 wurde der Park verändert, auch da liefert Lenné die Pläne. Ab 1894 wurde die Alte Oder eingedeicht und die Hohensaaten-Friedrichsthaler Wasserstraße angelegt, damit wurde die Uferpartie verändert. Nach 1945 wurde der Park durch Landwirtschaftsbetriebe und Kleingärten genutzt. Eine Fernwärmeleitung wurde durch den Park gelegt. Ab 1965 wurde der Park nach dem Landeskulturgesetz der DDR geschützt. So wurde ab 1970 der Park wieder gepflegt, ab 1990 wurden diese Pflegearbeiten verstärkt.
Der Park umschließt das Herrenhaus an drei Seiten, im Nordosten liegt der Gutshof. Im Westen ist der Park durch Obstwiesen optisch verbunden, im Osten gibt es Sichtachsen zur Hohensaaten-Friedrichsthaler Wasserstraße. Im Süden befinden sich Ausläufer der Wälder zum Odertal hin, südwestlich ein Teich. Weiter befinden sich einige Wiesen im Park.